# John Whitmore
Sir John Henry Douglas Whitmore, 2nd Baronet (ur. 16 października 1937 w Grays, zm. 28 kwietnia 2017) – brytyjski pisarz, biznesmen i kierowca wyścigowy.

## Kariera
Whitmore rozpoczął międzynarodową karierę w wyścigach samochodowych w 1959 roku od startu w klasie GT 1.5 24-godzinnego wyścigu Le Mans, w którym uplasował się na drugiej pozycji w klasie, a w klasyfikacji generalnej był dziesiąty. W późniejszych latach Brytyjczyk pojawiał się także w stawce Formuła 2 Lewis-Evans Trophy, Formuła 2 Lombank Trophy, Formuła 2 Kentish 100, Formuła 2 Vanwall Trophy, British Saloon Car Championship, Grand Prix Monako, European Touring Car Championship oraz SCCA Trans-Am.